# Heideck
Heideck – miasto w Niemczech, w kraju związkowym Bawaria, w rejencji Środkowa Frankonia, w regionie Industrieregion Mittelfranken, w powiecie Roth. Leży ok. 12 km na południe od Roth.

## Dzielnice
W skład miasta wchodzą następujące dzielnice: 
| - Aberzhausen - Altenheideck - Haag - Heideck | - Höfen - Kippenwang - Laffenau - Laibstadt | - Liebenstadt - Rambach - Rudletzholz - Schlossberg | - Schlosskreuth - Seiboldsmühle - Selingstadt - Tautenwind |

## Polityka
Rada miasta:
|      | SPD | CSU | UWG Heideck | Razem     |
| 2002 | 3   | 10  | 3           | 16 miejsc |

### Osoby urodzone w Heideck
- Oscar Schneider, polityk
- Richard Stücklen, polityk